# Stefano Gasse
Stefano Gasse (Napoli, 8 agosto 1778 – Napoli, 21 febbraio 1840) è stato un architetto e urbanista italiano, di origine francese, attivo particolarmente con il fratello gemello Luigi Silvestro Gasse (Napoli, 8 agosto 1778 – Napoli, 11 novembre 1833).

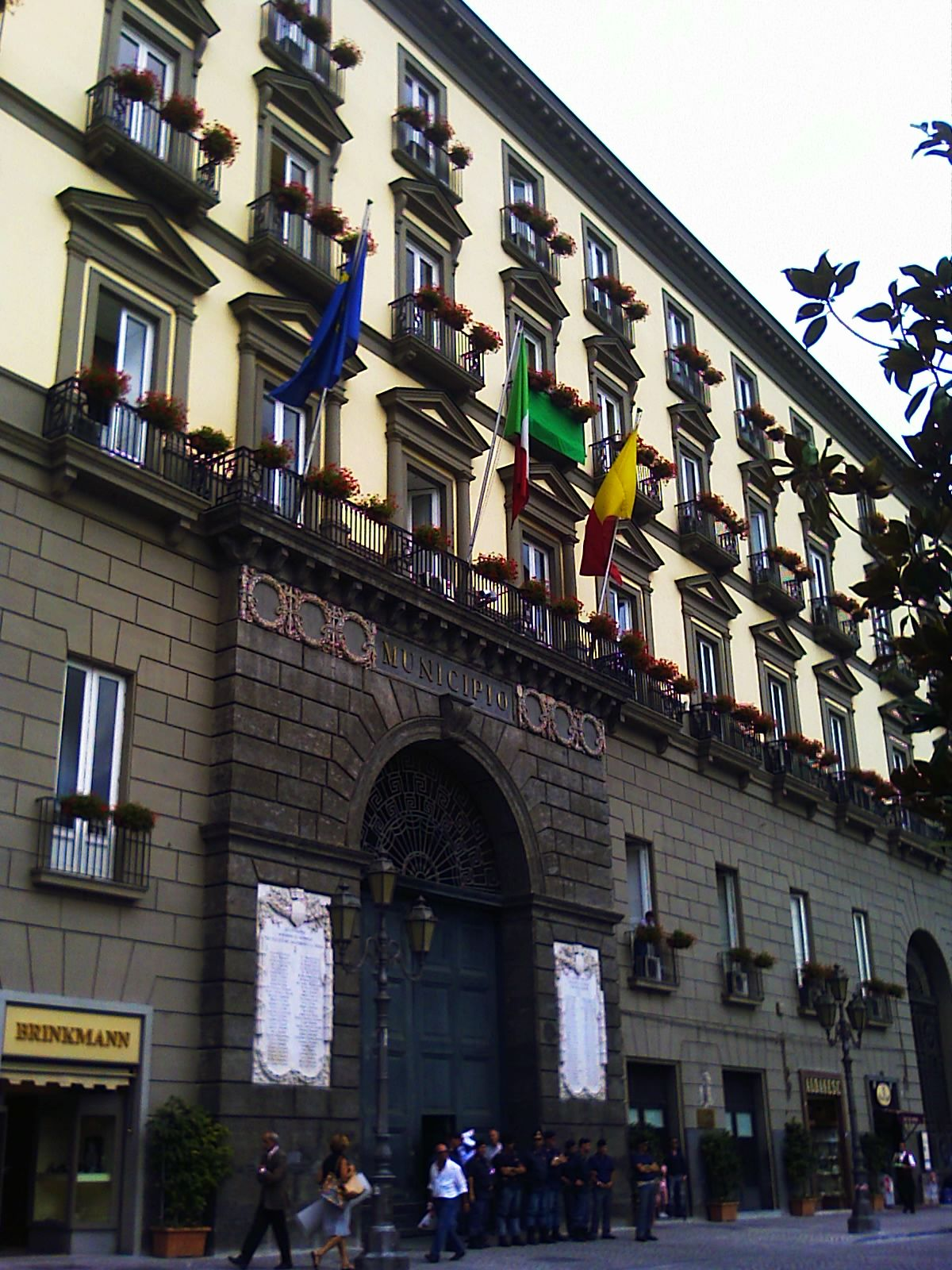
Palazzo San Giacomo, portale

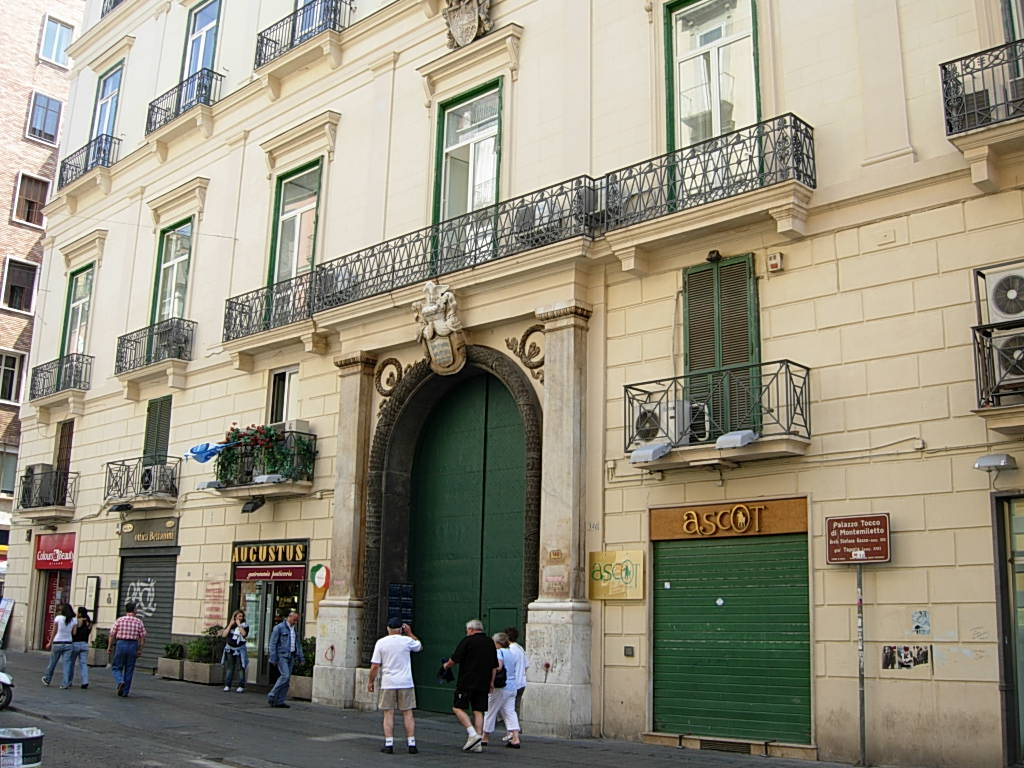
Palazzo Tocco di Montemiletto

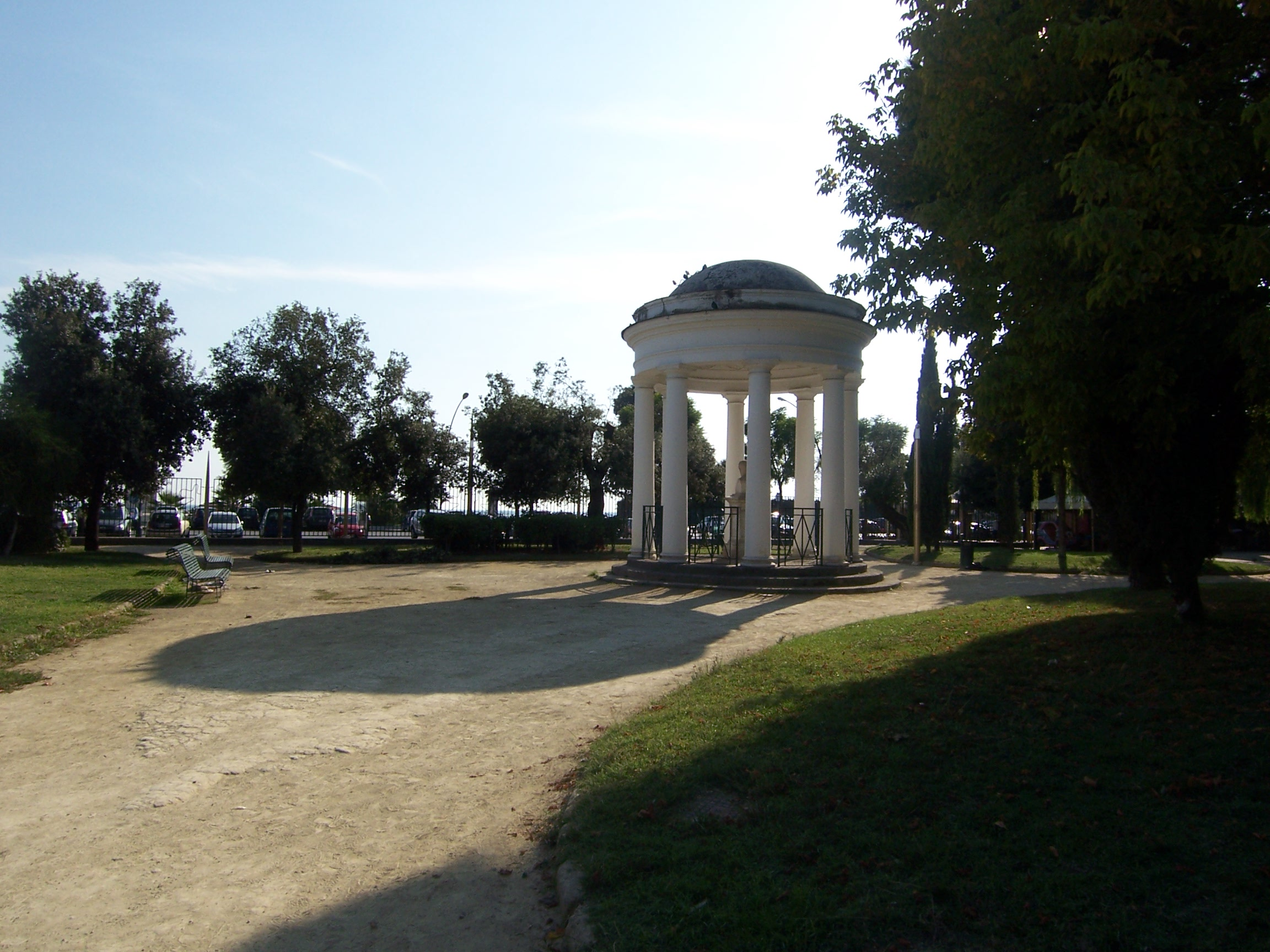
Tempietto del Gasse, Villa Comunale

Stefano Gasse e il fratello Luigi sono annoverati, assieme a Gaetano Genovese ed Antonio Niccolini, fra i maggiori esponenti dell'architettura neoclassica del primo Ottocento a Napoli.

## Biografia
Proveniente da una famiglia povera, suo padre Stefano e sua madre Luigia Minotti arrivati della Francia gestivano una locanda a Santa Lucia, aveva altri due fratelli oltre al suo gemello: Ferdinando (1780-post 1840), che dopo gli studi al conservatorio di Parigi con Pierre Baillot e François-Joseph Gossec diverrà un noto violoncellista e compositore, e Petronilla Caterina (1786ca-?), che nel 1808 sposerà Karl Heinrich Just (1782-1865) agente generale del re di Sassonia a Napoli. A sette anni, insieme a suo fratello Luigi, fu mandato a Parigi in un collegio diretto da uno zio materno; i due fratelli erano dotati di una particolare intelligenza che li vide primeggiare nello studio delle Lettere al confronto degli altri studenti della struttura. Dopo aver lasciato il Collegio, rivolsero lo studio verso l'Architettura stimolati dal contesto culturale di Parigi.
Entrambi furono apprendisti presso lo studio di Jean Chalgrin per qualche anno prima di iscriversi all'Académie d'Architecture e svolgere un percorso di studi molto rigorso e basato sulla conoscenza dei maestri d'oltrape. Nel maggio 1806 ritornarono a Napoli e già si misero al lavoro grazie alla salita al trono di Giuseppe Bonaparte che avviò un rigoroso programma di rinnovo edilizio della capitale del Regno. A Stefano, appena tornato, fu offerta la cattedra di Architettura presso l'Accademia di Belle Arti ma declinò l'offerta. Dall'anno successivo fu attivo presso il Consiglio degli Edifizi Civili nella progettazione di quattro importanti mercati urbani, dell'ampliamento della Strada di Santa Lucia, della sistemazione di alcuni locali del Real Museo come Accademia di Belle Arti.
Fu anche architetto della Cassa di Ammortizzazione nell'apprezzo dei fabbricati soppressi ai religiosi. Nel 1810 ricevette l'incarico di ristrutturare via Foria insieme a Gaetano Schioppa. Il progetto era focalizzato nello scioglimento del nodo del largo delle Pigne e rettificarlo con colmate e nuove costruzioni. Nel 1812 fu incaricato di progettare l'Osservatorio astronomico di Capodimonte con l'assistenza dell'ingegnere Gioacchino Avellino (Santa Maria Capua Vetere, ottobre 1751 – Napoli, 17 maggio 1817), il primo esempio di edificio neoclassico a Napoli. Dopo la Restaurazione e il ritorno dei Borbone di Napoli fu ideato un ambizioso disegno di riunire i vari ministri, fino ad allora sparsi per la città, in un unico palazzo. Il promotore dell'iniziativa fu il ministro Luigi de' Medici di Ottajano che incaricò gli architetti Antonio De Simone, Vincenzo Buonocore e il Gasse di progettare un nuovo palazzo nell'insula di San Giacomo. Il progetto per il Palazzo San Giacomo fu approntato solamente da Stefano che fu coadiuvato da Luigi; quando terminarono i lavori nel palazzo si contavano 816 stanze e 10 corridoi: infatti l'edificio rappresentava uno dei palazzi più estesi d'Europa e aveva la prima galleria in ferro e vetro in Italia. Fu eletto membro della Giunta di Fortificazione, con tale carica fu impegnato nella progettazione di alcuni cimiteri dei paesi del napoletano.
Negli anni venti del XIX secolo ebbe incarichi di natura privata come la ristrutturazione di Villa Dupont ai Ponti Rossi, di Villa Chierchia, Villa Rosebery e Villa Sofia a Posillipo. Nel 1822 fu nominato professore onorario presso l'Accademia di Belle Arti. Nello stesso decennio gli fu commissionato un progetto che potesse tenere alla larga il contrabbando e favorire il commercio marittimo e terrestre: il muro finanziere lungo undici miglia (20,300 chilometri) che partiva dal ponte della Maddalena fino a Posillipo, lambendo Poggioreale, Capodichino, Capodimonte e Fuorigrotta. L'opera era costituita esclusivamente da barriere daziarie che attualmente sono state demolite quasi tutte tranne quella di Capodichino. Nel corso del decennio, anche con l'affievolirsi della richiesta di opere pubbliche di grande importanza e portata, fu costantemente attivo sia per committenze private che per quelle reali di minore entità.

Nel 1827 fu attivo a Torre Annunziata, insieme agli ingegneri Giuliano de Fazio e Policarpo Ponticelli, per il completamento della ristrutturazione della chiesa dello Spirito Santo e nel 1832 fu chiamato dal principe di Montemiletto Francesco Paolo di Tocco a ristrutturare il Palazzo Tappia come propria abitazione; il progetto fu redatto insieme a Luigi che morirà l'anno successivo per una malattia nervosa.

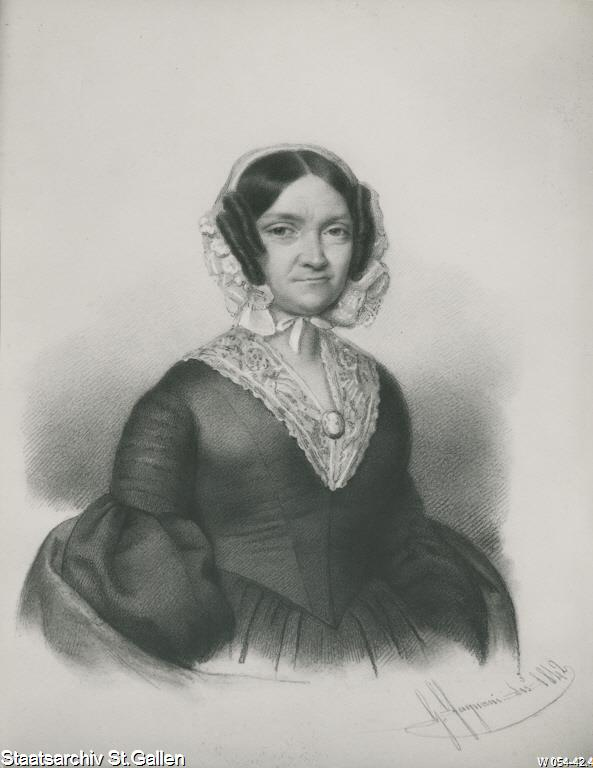
Petronilla Caterina Just Gasse, sorella di Stefano, litografia del 1842

A seguito della morte del fratello si trasferì dall'abitazione in via Donnalbina a quella della sorella Petronilla e dell'altro fratello, Ferdinando. Con l'ascesa al trono di Ferdinando II delle Due Sicilie fu commissionata all'architetto l'espansione di via del Piliero e alla Villa Reale. Nel maggio del 1834 fu nominato Architetto delle Direzioni Generali della Cassa e del Demanio Pubblico ereditando tutti i lavori incompiuti del fratello Luigi in seguito alla sua scomparsa. Negli ultimi anni della sua vita fu nominato corrispondente dell'Institut de France e membro del Royal Institute of British Architects. Progettò la riqualificazione globale del Borgo Santa Lucia e per l'imprenditore Federico Alberto Wenner realizzò diversi villini a Capezzano, una frazione di Salerno. Nel 1839 ebbe l'incarico insieme a Genovese, Niccolini e Errico Alvino di formare su iniziativa di un dispaccio reale il Consiglio Edilizio di Napoli in modo da tutelare e da ideare le espansioni della capitale del regno, e nel medesimo anno progettò l'ingresso dorico del cimitero di Poggioreale.

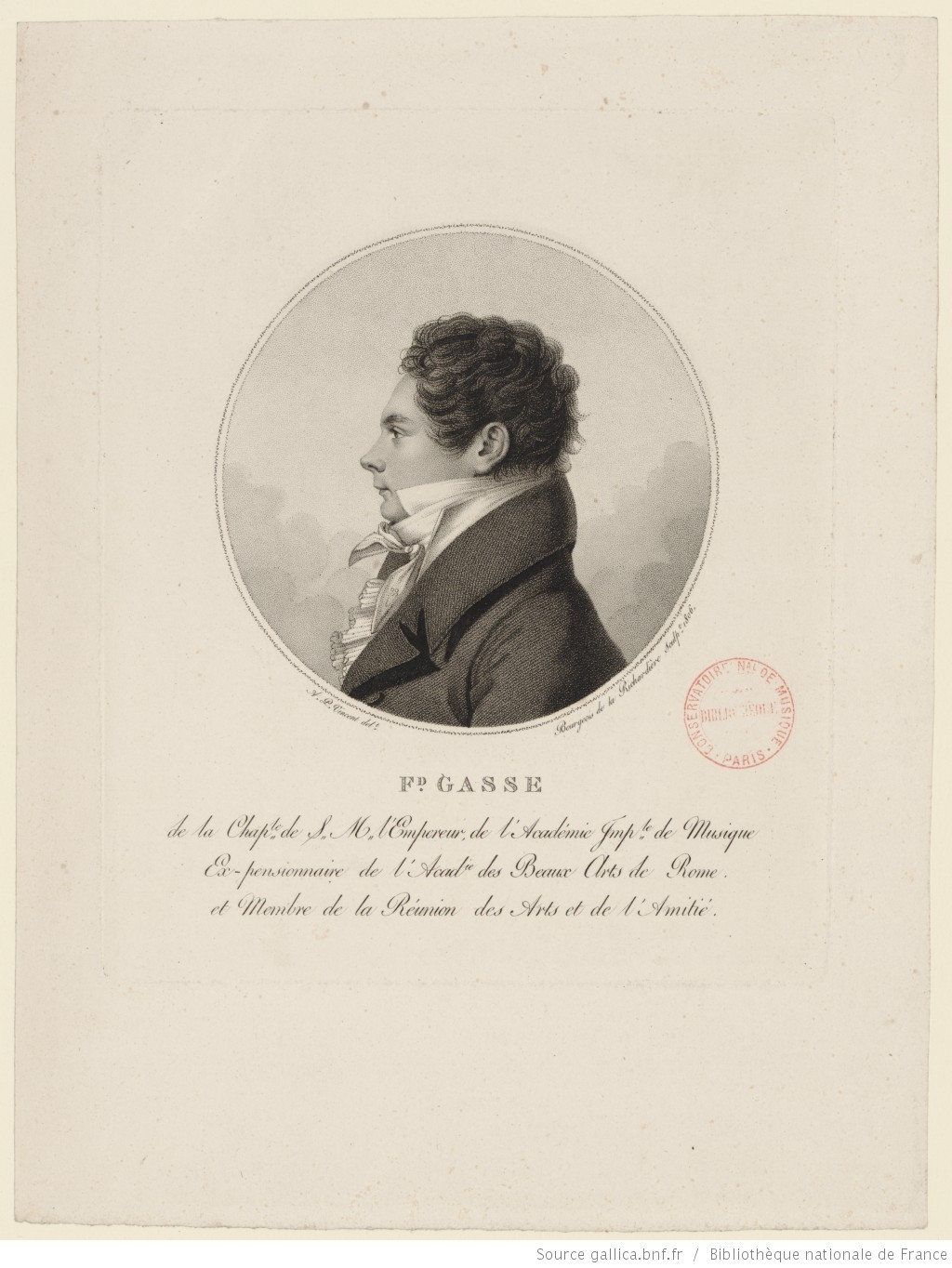
Ferdinando Gasse, fratello di Stefano, acquaforte (1806)

Morì il 21 febbraio 1840 colto da un ictus cerebrale e fu seppellito nel Quadrato degli uomini illustri nel cimitero che si stava ancora edificando, a Luigi Angiolo fu commissionato il monumento funebre e Gabriele Quattromani fu l'autore dell'epitaffio che recita:
ERA NATO IN NAPOLI ADDI' VIII AGOSTO MDCCLXXVIII
VI MORIVA NEL XXI FEBBRAIO MDCCCXL
PREGATE LA BENEDIZIONE DI DIO ALL'ANIMA DEL VIRTUOSO.»